# ΜClinux
μClinux는 한때 메모리 관리 장치(MMU)가 없는 마이크로컨트롤러를 대상으로 하는 포크(fork)로서 관리되었던 리눅스 커널의 변종이다. 2.5.46 기준으로 메인라인 커널에 통합된 이 프로젝트는 마이크로컨트롤러를 위한 패치와 도구를 계속 개발해나가고 있다. 홈페이지에는 2.0, 2.4, 2.6을 위한 리눅스 커널 릴리스를 나열하고 있다.
μC라는 글자는 "마이크로컨트롤러"를 의미한다. 그리스어 '뮤' 대신 '유시리눅스'로 발음된다.